# Luksor
Luksor, Al-Uksur (arab. ‏الأقصر‎, Al-Uqṣur) – miasto w południowym Egipcie, na prawym brzegu Nilu, w miejscu południowej części starożytnych Teb, oddzielone kanałem od ich części północnej, stanowiącej obecnie miasto Karnak. W starożytności zwane egip. Ipet-resejet – „Harem Południowy”.
Nazwa miasta oznacza dosłownie: „miasto pałaców”. Ponoć arabscy najeźdźcy z VII wieku, widząc wszystkie świątynie mieli pomyśleć, że są one pałacami królewskimi stąd miałaby wywodzić się nazwa.
Luksor jest jednym z najpopularniejszych turystycznych miast w Egipcie.

## Atrakcje turystyczne Luksoru

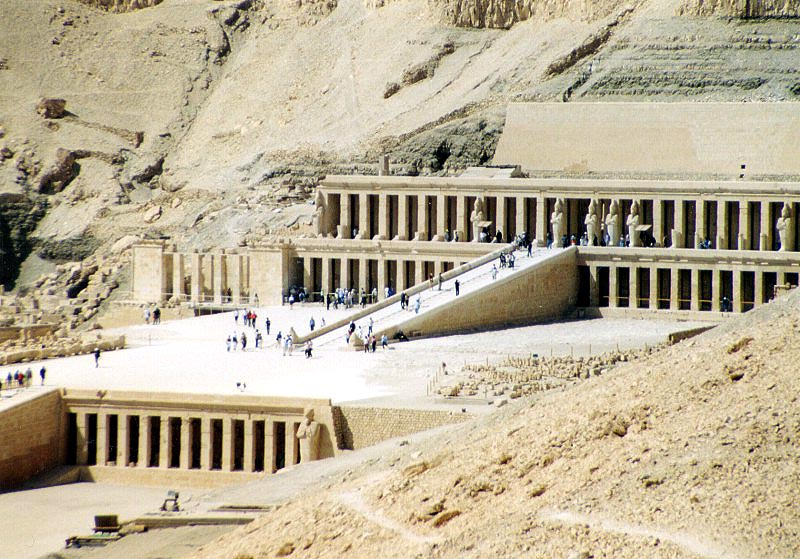
Świątynia Hatszepsut

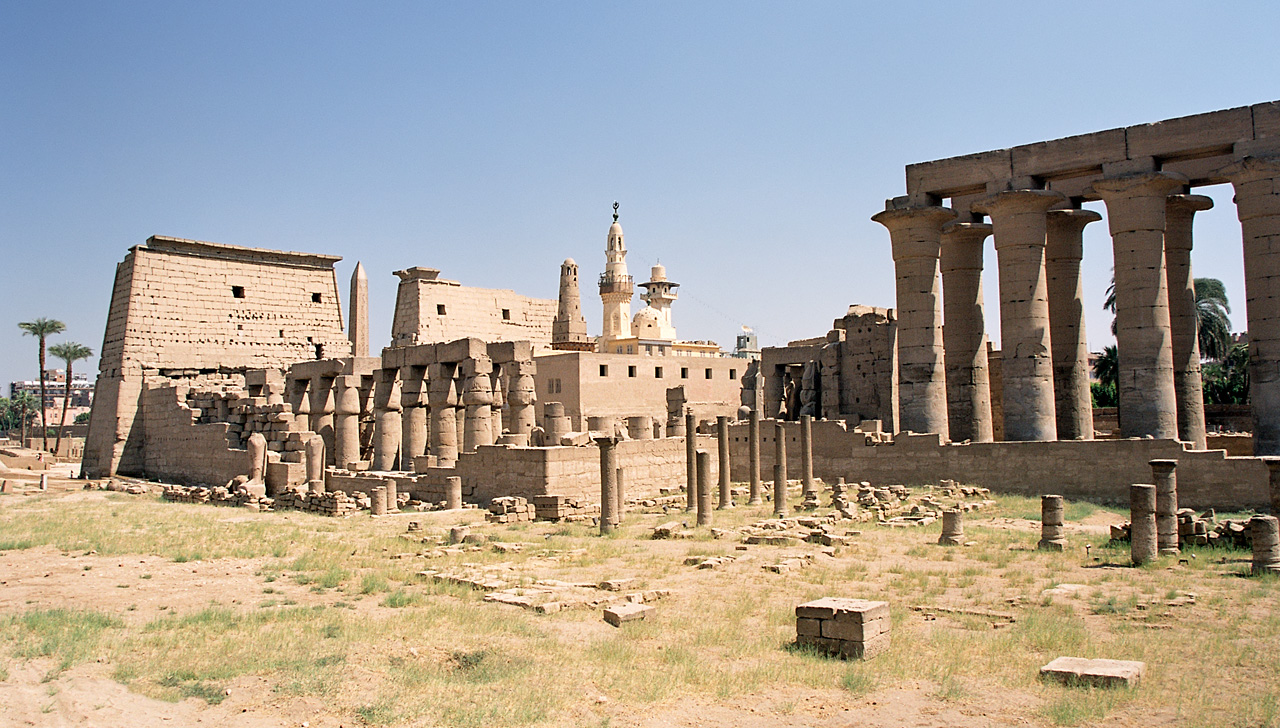
Świątynia Luksorska

Miasto to nazywane jest często największym muzeum świata na świeżym powietrzu ze względu na ruiny kompleksu świątyń w Karnaku, świątynię Luksoru oraz niezliczoną liczbę starożytnych posągów, świątyń i krypt (m.in. Dolinę Królów) na zachodnim brzegu Nilu. Z tego powodu Luksor jest doskonałą bazą turystyczną i popularnym miejscem na spędzenie wakacji, zarówno jako miasto, jak i jako start (lub meta) rejsów po Nilu.
W 1979 Luksor został wpisany na Listę światowego dziedzictwa UNESCO.

### Wschodni brzeg
- Świątynia Luksorska, zwana także Świątynią Narodzin
- Świątynia w Karnaku
- Muzeum Luksorskie

### Zachodni brzeg
- Dolina Królów
- Dolina Królowych
- Świątynia Hatszepsut
- Świątynia Seti I
- Kolosy Memnona
- Medinet Habu – Świątynia Ramzesa III
- Ramesseum
- Ruiny Świątyni Merenptaha
- Deir el-Medina Wioska Budowniczych Grobowców

### Wyspy
- Wyspa Bananowa
- Wyspa Krokodylowa

## Klimat
| Miesiąc                          | Sty  | Lut  | Mar  | Kwi  | Maj  | Cze  | Lip  | Sie  | Wrz  | Paź  | Lis  | Gru  | Roczna |
| -------------------------------- | ---- | ---- | ---- | ---- | ---- | ---- | ---- | ---- | ---- | ---- | ---- | ---- | ------ |
| Średnie temperatury w dzień [°C] | 23.0 | 25.6 | 29.8 | 35.3 | 38.7 | 41.2 | 41.8 | 41.5 | 39.3 | 35.7 | 29.4 | 24.7 | 33,9   |
| Średnie dobowe temperatury [°C]  | 14.8 | 17.2 | 21.3 | 26.6 | 30.5 | 33.1 | 34.0 | 33.6 | 31.2 | 27.4 | 21.1 | 16.3 | 25,6   |
| Średnie temperatury w nocy [°C]  | 7.1  | 9.1  | 12.7 | 17.7 | 21.7 | 24.4 | 25.7 | 25.4 | 23.1 | 19.5 | 13.2 | 8.6  | 17,4   |
| Opady [mm]                       | 0.5  | 0.0  | 0.0  | 0.5  | 0.6  | 0.1  | 0.0  | 0.0  | 0.0  | 0.3  | 0.9  | 0.0  | 3,8    |
| Średnia liczba dni z opadami     | 0.3  | 0.0  | 0.0  | 0.1  | 0.2  | 0.1  | 0.0  | 0.0  | 0.0  | 0.2  | 0.1  | 0.0  | 0,9    |
| Wilgotność [%]                   | 55   | 47   | 39   | 31   | 29   | 27   | 30   | 33   | 37   | 43   | 51   | 57   | 40     |
| Średnie usłonecznienie [h]       | 279  | 290  | 310  | 300  | 341  | 360  | 372  | 372  | 330  | 310  | 300  | 279  | 3832   |
| Źródło: climatebase.ru           |      |      |      |      |      |      |      |      |      |      |      |      |        |

## Atak terrorystyczny w 1997 roku
17 listopada 1997 roku bojówki muzułmańskie Bractwa Muzułmańskiego dokonały ataku, zabijając 58 zagranicznych turystów oraz 4 Egipcjan przed wejściem do świątyni Hatszepsut. Policja zlikwidowała zamachowców, lecz uważa się, że byli oni wspierani przez terrorystę pochodzenia saudyjskiego, Osamę bin Ladena.

## Miasta partnerskie
- Baltimore, Stany Zjednoczone
- Kazanłyk, Bułgaria
- Parintins, Brazylia
- Shenzhen, Chińska Republika Ludowa

## Zobacz też

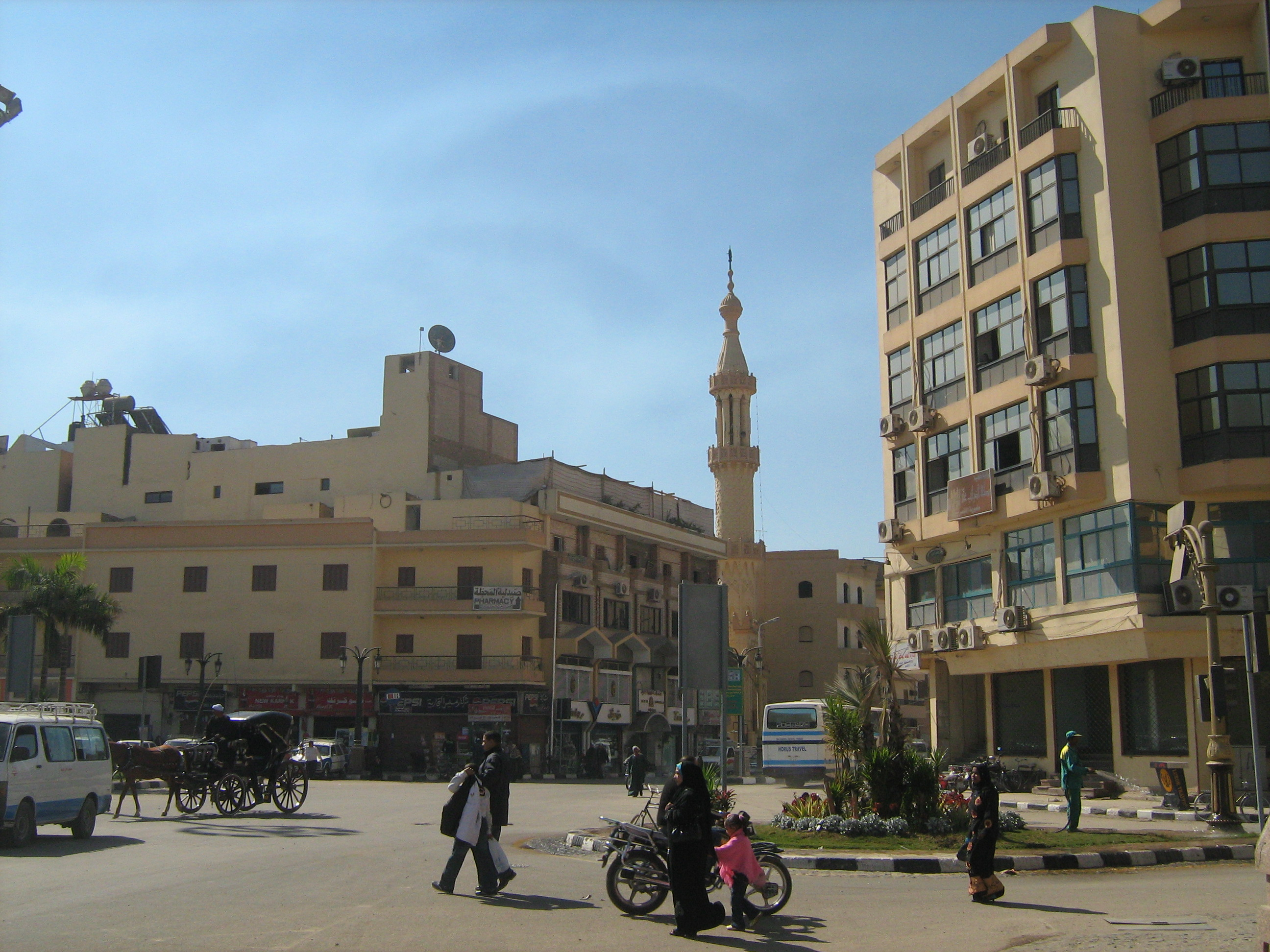
Ulica Ramzesa (Sharia Ramsses) w Luksorze